# Spermestes
Spermestes (лат.) — род птиц семейства вьюрковых ткачиков. Представители всех видов обитают в Африке. Размеры тела не превышают 9—14 см. Зерноядные птицы.

## Таксономия
Род введён в 1862 году английским орнитологом Уильямом Свенсоном (англ. William Swainson, 1789—1855) для бронзовокрылой амадины. Родовое название от древнегреческого др.-греч. σπέρμα —  «семя» и др.-греч. φάγω — «пожиратель». В 2020 году на основании молекулярных филогенетических исследований данный род был восстановлен с включением в него видов, ранее относившихся к кладе из рода Lonchura и рода Odontospiza. Вид L. nigriceps ранее рассматривался в ранге подвида Lonchura bicolor nigriceps.

## Места обитания
Представители рода являются обитателями саванн и открытых территорий, однако они встречаются и во вторичных лесах, на полянах и травянистых участках возле водоёмов; на засеянных полях и появляются даже в населенных пунктах. 

## Биология
Представители рода питаются мелкими семенами, в основном злаковых и зерновых. В состав рациона также входят ягоды, молодые побеги, водоросли, фрукты и мелкие насекомые (главным образом термиты и осы).
Как и у всех представителей семейства вьюрковых ткачиков, гнездо сферической формы, сооружено из стеблей трав и растительных волокон, и имеет характерный грубый внешний вид. В кладке 3—-8 белых яиц.  Инкубация продолжается приблизительно две недели. В строительстве гнезда, насиживании яиц и заботе о потомстве принимают участие оба родителя. Птенцы оперяются через три недели, но окончательно покидают место гнездования через полтора месяца.

## Виды
В состав рода включают 4 вида:
| Изображение | Русское название        | Научное название         | Распространение         |
| ----------- | ----------------------- | ------------------------ | ----------------------- |
|             | Жемчужноголовая амадина | Spermestes griseicapilla | Восточная Африка        |
|             | Бронзовокрылая амадина  | Spermestes cucullata     | Африка южнее Сахары     |
|             | Большая амадина-сорочка | Spermestes fringilloides | Африка южнее Сахары     |
|             | Чёрно-белая амадина     | Spermestes bicolor       | тропические леса Африки |